# کراتوکنژنکتیویت
کراتوکنژنکتیویت (به انگلیسی: Keratoconjunctivitis) به معنی التهاب همزمان قرنیه و ملتحمه چشم است.

## علل
علل مختلفی می‌توانند موجب کراتوکنژنکتیویت شوند:
1. کراتوکنژنکتیویت ورنال (VKC) یا کراتوکنژنکتیویت بهاره که نوعی حساسیت چشمی و ناشی از مواد آلرژن است.
2. کراتوکنژنکتیویت سیکا (sicca) که ناشی از خشکی چشم است و در برخی از بیماریهای روماتیسمی هم دیده می‌شود.
3. کراتوکنژنکتیویت اپیدمیک که اغلب ناشی از آدنوویروسها می‌باشد.
4. کراتوکنژنکتیویت عفونی ناشی از موراکسلا بوویس (Moraxella bovis) که اغلب در گاوها دیده می‌شود و درمان با تزریق عضلانی اکسی تتراسیکلین یا شستشوی چشم با افشانه پویدین آیوداین(بتادین) است.
5. کراتوکنژنکتیویت فتوالکتریک ناشی از تابش شدید اشعه U.V مثلاً در اثر جوشکاری بدون محافظ چشم. درد این بیماری ۶ تا ۱۲ ساعت بعد از جوشکاری ایجاد شده و یک تا دو روز بعد با استراحت برطرف می‌شود.

کراتوکنژکتیویت از عوارض احتمالی سندروم استیون جانسون و نکرولیز کشنده اپیدرم میباشد